# Ельничный
Е́льничный — посёлок в Саткинском районе Челябинской области России. Входит в состав Бакальского городского поселения.

## География
Рядом с посёлком протекает река Татарка.

## История
Здесь похоронен Герой Советского Союза Дмитрий Сергеевич Ракшин.

## Население
| 2002 | 2010 |
| ---- | ---- |
| 154  | ↗157 |

По данным Всероссийской переписи, в 2010 году численность населения посёлка составляла 157 человек (87 мужчин и 70 женщин).

## Инфраструктура
Основа экономики — обслуживание путевого хозяйства Южно-Уральской железной дороги. Действует платформа 44 км (код 806860).

## Транспорт
Доступен автомобильным и железнодорожным транспортом.
Съезд с автодороги регионального значения 75К-198.